# Erisma
Genre
Synonymes
Selon GBIF (30 mai 2022)
- Debraea Roem. & Schult.
- Ditmaria Spreng.

Erisma est un genre de plantes à fleurs de la famille des Vochysiaceae, présent dans le bassin amazonien et dans les Guyanes, comptant 22 à 30 espèces, et dont l'espèce type est Erisma floribundum Rudge, 1805.

## Étymologie
Le genre Erisma, décrit pour la première fois en 1805 par le botaniste anglais Edward Rudge (en) (1763-1846). Ce nom vient du grec ancien ερεισω ou ἔρεισμα, ereisma, signifiant « Arc-boutant, étai », en raison d'après l'auteur, des bractées des fleurs soutenues avec beaucoup d'élégance.
Ce mot signifie aussi « cause de dispute », ce qui peut aussi faire référence à l'histoire du spécimen-type de Erisma floribundum, récolté par le Français Martin en Guyane, capturé et fait prisonnier par des corsaires britanniques lors de son trajet de retour vers Paris, 
son herbier gardé comme butin. Le nom est également bien adapté pour indiquer la position taxonomique complexe du genre.

## Taxonomie
Cladogramme selon Catalogue of Life (30 mai 2022) :
| Erisma | \| \| Erisma arietinum \| \| \| \| \| \| Erisma bicolor \| \| \| \| \| \| Erisma blancoa \| \| \| \| \| \| Erisma bracteosum \| \| \| \| \| \| Erisma calcaratum \| \| \| \| \| \| Erisma floribundum \| \| \| \| \| \| Erisma fuscum \| \| \| \| \| \| Erisma gracile \| \| \| \| \| \| Erisma homosepala \| \| \| \| \| \| Erisma japura \| \| \| \| \| \| Erisma lanceolatum \| \| \| \| \| \| Erisma laurifolium \| \| \| \| \| \| Erisma micranthum \| \| \| \| \| \| Erisma nitidum \| \| \| \| \| \| Erisma silvae \| \| \| \| \| \| Erisma splendens \| \| \| \| \| \| Erisma tessmannii \| \| \| \| \| \| Erisma uncinatum \| \| \| \| |
|        | \| \| Erisma arietinum \| \| \| \| \| \| Erisma bicolor \| \| \| \| \| \| Erisma blancoa \| \| \| \| \| \| Erisma bracteosum \| \| \| \| \| \| Erisma calcaratum \| \| \| \| \| \| Erisma floribundum \| \| \| \| \| \| Erisma fuscum \| \| \| \| \| \| Erisma gracile \| \| \| \| \| \| Erisma homosepala \| \| \| \| \| \| Erisma japura \| \| \| \| \| \| Erisma lanceolatum \| \| \| \| \| \| Erisma laurifolium \| \| \| \| \| \| Erisma micranthum \| \| \| \| \| \| Erisma nitidum \| \| \| \| \| \| Erisma silvae \| \| \| \| \| \| Erisma splendens \| \| \| \| \| \| Erisma tessmannii \| \| \| \| \| \| Erisma uncinatum \| \| \| \| |
|        | Callisthene |
|        | |
|        | Erismadelphus |
|        | |
|        | Korupodendron |
|        | |
|        | Qualea |
|        | |
|        | Salvertia |
|        | |
|        | Vochysia |
|        | |
|        | Erisma arietinum |
|        | |
|        | Erisma bicolor |
|        | |
|        | Erisma blancoa |
|        | |
|        | Erisma bracteosum |
|        | |
|        | Erisma calcaratum |
|        | |
|        | Erisma floribundum |
|        | |
|        | Erisma fuscum |
|        | |
|        | Erisma gracile |
|        | |
|        | Erisma homosepala |
|        | |
|        | Erisma japura |
|        | |
|        | Erisma lanceolatum |
|        | |
|        | Erisma laurifolium |
|        | |
|        | Erisma micranthum |
|        | |
|        | Erisma nitidum |
|        | |
|        | Erisma silvae |
|        | |
|        | Erisma splendens |
|        | |
|        | Erisma tessmannii |
|        | |
|        | Erisma uncinatum |
|        | |

|  | Erisma arietinum   |
|  |                    |
|  | Erisma bicolor     |
|  |                    |
|  | Erisma blancoa     |
|  |                    |
|  | Erisma bracteosum  |
|  |                    |
|  | Erisma calcaratum  |
|  |                    |
|  | Erisma floribundum |
|  |                    |
|  | Erisma fuscum      |
|  |                    |
|  | Erisma gracile     |
|  |                    |
|  | Erisma homosepala  |
|  |                    |
|  | Erisma japura      |
|  |                    |
|  | Erisma lanceolatum |
|  |                    |
|  | Erisma laurifolium |
|  |                    |
|  | Erisma micranthum  |
|  |                    |
|  | Erisma nitidum     |
|  |                    |
|  | Erisma silvae      |
|  |                    |
|  | Erisma splendens   |
|  |                    |
|  | Erisma tessmannii  |
|  |                    |
|  | Erisma uncinatum   |
|  |                    |

## Liste des espèces
Selon GBIF (30 mai 2022) :
- Erisma arietinum M.L.Kawas.
- Erisma bicolor Ducke
  - Erisma bicolor var. bicolor 
  - Erisma bicolor var. macrophyllum (Ducke) Stafleu
  - Erisma Costatum var. racilipes Stafleu
- Erisma blancoa L.Marcano Berti
- Erisma bracteosum Ducke
- Erisma calcaratum (Link) Warming
- Erisma floribundum Rudge
  - Erisma floribundum var. Tomentosum (Ducke) Stafleu
- Erisma fuscum Ducke
- Erisma gracile Ducke
- Erisma homosepala Ducke
- Erisma japura Spruce ex Warm.
- Erisma lanceolatum Stafleu
- Erisma laurifolium Spruce ex Warming
- Erisma maliforme Link
- Erisma maliforme Link ex A.Dietr.
- Erisma maliforme Link ex Warm.
- Erisma micranthum Spruce ex Wam.
- Erisma micranthum Spruce ex Warm.
- Erisma nitidum DC.
- Erisma niveum Link
- Erisma niveum Link ex A.Dietr.
- Erisma niveum Link ex Warm.
- Erisma panamense M.L.Kawas., S.Castillo & Mc Pherson
- Erisma silvae L.Marcano Berti
- Erisma splendens Stafleu
- Erisma tessmannii Pilg.
- Erisma uncinatum Warm.

Selon World Flora Online (WFO) (30 mai 2022) :
- Erisma arietinum M.L.Kawas.
- Erisma bicolor Ducke
- Erisma blancoa Marc.-Berti
- Erisma bracteosum Ducke
- Erisma calcaratum (Link) Warm.
- Erisma costatum Stafleu
- Erisma djalma-batistae Paula
- Erisma floribundum Rudge
- Erisma fuscum Ducke
- Erisma gracile Ducke
- Erisma japura Spruce ex Warm.
- Erisma lanceolatum Stafleu
- Erisma laurifolium Warm.
- Erisma maliforme Link ex Warm.
- Erisma megalophyllum Stafleu
- Erisma micranthum Spruce ex Warm.
- Erisma nitidum DC.
- Erisma niveum Link ex Warm.
- Erisma silvae Marc.-Berti
- Erisma splendens Stafleu
- Erisma tessmannii Pilg.
- Erisma uncinatum Warm.

Selon Tropicos (30 mai 2022) (Attention liste brute contenant possiblement des synonymes) :
- Erisma arietinum M.L. Kawas., 1998
- Erisma bicolor Ducke, 1932
- Erisma blancoa Marc.-Berti, 1986
- Erisma bracteosum Ducke, 1932
- Erisma calcaratum (Link) Warm., 1875
- Erisma costatum Stafleu, 1954
- Erisma djalma-batistae Paula, 1967
- Erisma floribundum Rudge, 1805
- Erisma fuscum Ducke, 1925
- Erisma gracile Ducke, 1935
- Erisma homosepala Ducke, 1938
- Erisma japura Spruce ex Warm., 1875
- Erisma lanceolatum Stafleu, 1954
- Erisma laurifolium Spruce ex Warm., 1875
- Erisma macrophyllum Ducke, 1938
- Erisma maliforme Link ex Warm., 1875
- Erisma megalophyllum Stafleu, 1954
- Erisma micranthum Spruce ex Warm., 1875
- Erisma nitidum DC., 1828
- Erisma niveum Link ex Warm., 1875
- Erisma pallidiflorum Ducke, 1935
- Erisma panamense M.L. Kawas., S. Castillo & McPherson, 2016
- Erisma parvifolium Gleason, 1933
- Erisma petiolatum Gleason, 1933
- Erisma pulverulentum Poepp. ex Warm., 1889
- Erisma silvae Marc.-Berti, 1986
- Erisma splendens Stafleu, 1954
- Erisma tessmannii Pilg., 1931
- Erisma tomentosum Ducke, 1935
- Erisma uncinatum Warm., 1875
- Erisma violaceum Mart., 1826